# Храм Святого Іоана Золотоустого (Львів)
Це́рква Свято́го Іоа́на Золотоу́стого (колишній Костел Найсвятішого Серця Ісусового і монастир францисканок) — чинна церква ПЦУ  у Львові на вулиці Лисенка, 43.

## Поява францисканок у Львові
1873 року прусська влада закрила монастир ордену Францисканок Найсвятішого Сакраменту в Гнєзно. Це був єдиний на польських землях монастир цієї гілки францисканського ордену. Черницями відразу було прийнято рішення передислокувати свою діяльніть на схід. 26 жовтня того ж року монахині полишили Гнєзно, а 18 листопада прибули до Львова. Першим помешканням у Львові став влаштований ксьондзом Віталісом Мар'янським тимчасовий монастир на вулиці Кохановського (нині Левицького). Будинок сильно потерпав від вологості і 1 червня 1874 року сестри переселились на вулицю Пекарську, у приміщення колишнього сирітського притулку Юлії Галлер. У 1875 році дім було дещо добудовано, а поруч зведено каплицю. Однак споруда не мала огородженого подвір'я, що було важливо для фрацисканок (не відповідало внутрішнім правилам згромадження). Після побудови одного із крил монастиря на Курковій (нині Лисенка) у 1880 році, приміщення на Пекарській було продано отцям змартвихвстанцям.

## Будівництво монастиря
Настоятелька згромадження Марія Моравська наполегливо працювала над ідеєю будівництва у Львові церкви та монастиря. 2 серпня 1876 року Міністерство Австро-Угорщини у справах релігії дало дозвіл розмістити на теренах Галичини згромадження францисканок Найсвятішого Сакраменту. 9 серпня того ж року сестри зголосили свої плани архієпископові Францішеку Вежхлейському і отримали згоду. 3 грудня того ж року майбутнє будівництво благословив папа Пій IX.
У Маврикія Ротмана було придбано ділянку при вулиці Курковій (нині вул. Лисенка). Перший проєкт розроблений архітектором Карлом Ґреґором не був схвалений міською владою як «надто скромний». Після чого, безкоштовно виготовити новий проєкт зголосився Юліан Захаревич. Цим вчинком Захаревич викликав здивування із огляду на його протестантські переконання. У фінансуванні будівництва взяли участь представники аристократії Львова, Галичини і Відня. 13 вересня 1877 року архієпископ Лодовіко Якобіні, апостольський нунцій у Відні освятив наріжний камінь майбутнього монастиря. За будівництвом багато років поспіль наглядав особисто Юліан Захаревич. Також для цієї мети була створена спеціальна «артистична комісія», куди увійшли: настоятелька Марія Моравська, керівник будівництва Юзеф Каетан Яновський, літератор та посол до Віденського парламенту Отто Гауснер, політик Валеріан Подлевський, живописець Генрик Родаковський. Земляні роботи і зведення стін виконала фірма Карла Ґреґора. Кам'яні деталі проєктував Леонард Марконі. Столярні роботи виконали майстерні братів Вчеляків і Франциска Тенеровича, бляхарські — фірма Крука, а малярні — заклад Богухвальського. У 1880 році було завершено західне крило монастиря, у 1883 — східне. Дата завершення північного крила не з'ясована, однак це сталось не раніше 1889 року. 24 червня 1883 року в церкві відбулись перші урочистості — прийняття монаших обітниць Магдаленою Тесмер і облучини Ольги Колачковської. 29 жовтня 1889 року костел консекровано папським нунцієм з Відня Алессієм Ґалімберті у присутності архієпископів львівських усіх трьох обрядів: Северина Моравського, Сильвестра Сембратовича. 1890 року змонтовано дзвін названий «Міхал-Юзеф-Францішек». 1901 року в монастирі влаштовано водопровід і каналізацію. 26 січня 1906 року померла перша настоятелька монастиря Марія Моравська. Її було поховано у крипті під хорами. Під час польсько-української війни церква зазнав кількох незначних ушкоджень. Дві кулі влучили у вітраж і снаряд пошкодив одну із монастирських стін. На краю ділянки до 1919 року було збудовано два одноповерхових будинки для костельної служби і для здачі в оренду. 1927 року одному з будинків добудовано два поверхи (один — мансардний) для гостей і резиденція капелана.

## Радянський період і часи незалежності
У грудні 1939 року радянська влада реквізувала частину монастиря для архіву. В решті приміщень черниці перебували до 13 травня 1946 року. При переїзді на територію Польщі їм було заборонено забрати із собою будь-що із оснащення церкви. Однак черницям вдалось забрати одну скульптуру з церкви і практично усе майно монастиря. Пізніше монастир францисканок повністю віддано під сьоме відділення Першої інфекційній лікарні.
По приїзді до Польщі францисканки утворили монастирі у Клодзько і Зомбковіце-Шльонському, де розмістили утвар, вивезену зі Львова, і монастирський архів. Частину утварі передано до монастиря їх ордену в Бидгощі, котрий перед цим був пограбований нацистами.
У 1991 році церкву передано Українській автокефальній православній церкві. У приміщеннях монастиря розміщено засновану у 1990 році Духовну семінарію (нині Львівська православна богословська академія). 1993 року семінарія увійшла до складу Української православної церкви Київського патріархату. 1994 року львівським інститутом «Укрзахідпроектреставрація» проведено реставрацію вітражів. 1999 року останні приміщення, що належали лікарні (праве крило) передані навчальному закладу. При церкві діє Недільна катехитична школа для дітей та молодіжна організація імені Святителя Петра Могили.
29 січня 2006 року в крипті церкви відбулась меса під проводом єпископа Мар'яна Бучека, з нагоди 100-річчя від дня смерті Марії Моравської.

## Опис будівлі
Монастирський комплекс розташований на непарній стороні вулиці Лисенка, на схилі т. зв. Змієвої гори, на ділянці вирівняній і підмурованій зі сторони вулиці. При спогляданні з вулиці Личаківської через вулицю Заньковецької візуально замикає перспективу останньої. За будівлями знаходиться огороджений цегляною стіною сад. На центральній осі з церквою у мурі влаштовано металеву браму, від якої вгору ведуть два крила сходів. На західному краї муру влаштовано заїзд, перекритий півциркульною аркою зі східчастим дашком. 

### Церква
Збудована церква з цегли червоного і жовтого кольорів, із застосуванням кам'яних елементів, зовні нетинькований. Зорієнтований на осі північ-південь. З обидвох боків примикають монастирські корпуси. За плануванням це однонавова базиліка. Нава квадратна в плані, перекрита одним хрестовим склепіння. Ребра склепінь опираються на високі півколони із кубічними романськими капітелями. В бічних стінах нави влаштовано по одному вікну із півциркульним завершенням. З обох боків нави влаштовано входи до каплиць, що примикають до церкви. Перша — св. Франциска (східна сторона), друга — св. Йосафата (західна сторона). Нартекс однопрясловий, коротший від нави, піднесений відносно неї на одну сходинку. У ньому влаштовано емпору, під котрою знаходиться невеликий передсінок і два бічні проходи ведуть до східного і західного крил монастиря. З півночі від нави — презбітерій, дещо вужчий за наву, піднесений відносно неї на одну сходинку, перекритий одним пряслом хрестового склепіння. Після презбітерія — двопряслова абсида, що виходить у внутрішній двір. Фасад костелу двоярусний із трикутним фронтоном виступає назовні у вигляді ризаліту монастиря. Фронтон увінчаний кам'яним хрестом (хрест втрачено), а краї — кам'яними вежечками. Другий ярус розділений лізенами із жовтої цегли на три поля, при чому центральне поле значно ширше за бічні. На другому ярусі влаштовано кругле вікно, а над ним, у півциркульно завершеній неглибокій ніші — група з трьох вузьких вікон, з котрих середнє — вище за бічні. Портал церкви має власний трикутний фронтон, увінчаний хрестом, опертий на двох колонах з капітелями з рослинного орнаменту. В середині фронтону — півциркульна арка зі ступінчастим профілем. Над аркою в круглій ніші зображення монстранції з ангелами. Вхід звичайний прямокутний, над ним тимпан із мозаїковим зображенням Спасителя із написом ІС ХС. Дах над нартексом і презбітерієм і абсидою — двоскатний, над навою — наметовий, вкритий шифером. Дах над навою увінчаний восьмигранною, оббитою бляхою, вежечкою із витягнутим гострим завершенням із хрестом. Подібна, дещо менша вежечка увінчує дах абсиди.

### Інтер'єр церкви
У абсиді збереглись усі 3 вітражі виготовлені у Мюнхені фірмою Ф. Маєра у 1887—1889 роках. Центральний зображує Найсвятіше Серце Ісуса, бокові вітражі присвячені св. Меланії і Архангелові Михаїлові. Вітраж у круглому вікні на фасаді церкви зображує Непорочне Зачаття.
Внутрішній розпис церкви рослинним і геометричним орнаментом виконав Юліан Крупський у 1930—1931 роках. Фрески було забілено після влаштування у монастирі інфекційної лікарні.  Дерев'яний неоготичний амвон, виготовлений до 1889 року, влаштований зліва при переході нави у презбітерій. Дерев'яний парапет емпори майстерні Франциска Тенеровича. Відомо про скульптури Матері Божої і св. Юрія, виготовлені Юліаном Марковським. В радянський час знищено амвон, дерев'яні сповідальниці, костельні лави, розбито мармурові кропильниці при вході, виготовлені за проєктом Леонарда Марконі. 

### Вівтарі
Загалом у церкві було розміщено п'ять вівтарів. Усі знищено в радянський час. Залишками плит кам'яного головного вівтаря укріплено земляний берег при в'їзді в подвір'я монастиря. 
Головний вівтар в неороманському стилі з монументальним балдахіном і високою перегородкою був встановлений у презбітерії, майже посередині церкви. Виконаний з мармуру і алебастру у львівській фабриці кам'яних виробів Леопольда Шимзера. Проєкт належав Юліану Захаревичу і був модифікований Леонардом Марконі під час виготовлення гіпсових моделей для майстерні Шимзера. Роботи фінансувались родиною князів Ліхтенштайнів з Відня. Різнокольорове світло, що проходило крізь вітражі, попадало на вівтар ззаду, і частково проходило крізь алебастр, надаючи вівтарю незвичайного вигляду. У вівтарі вміщено дерев'яне розп'яття другої чверті XVIII ст.
Вівтар св. Йосифа біля східної стіні головної нави, виконаний фірмою Маєра (Mayer'sche K. Hof Kunstanstalt) у Мюнхені, коштом родини Подгурських. Дерев'яний неоготичний з поліхромною скульптурою. У центральному полі св. Йосиф з Немовлям, по боках — ангели. 
Вівтар Непорочного Зачаття Діви Марії також при східній стіні, неоготичний, виконаний із дерева у майстерні Франциска Тенеровича, коштом Олександри Гауснер. Скульптури з білого мармуру виготовлені Амелією Ядвігою Лубенською і Юлією Лубенською. Донині збереглась статуя Непорочного Зачаття, що  знаходиться у Львівському музеї історії релігії.
Вівтар св. Йосафата у західній каплиці, кам'яний, виготовлений у фабриці Леопольда Шімзера, коштом родини Жевуських. Скульптура св. Йосафата з білого мармуру виконана Оскаром Сосновським у Римі.
Вівтар св. Франциска Ассізького у східній каплиці, дерев'яний, виконаний Тадеушем Сокульським, коштом родини Келановських з Козлова. Скульптура «Св. Франциск отримує стигмати» з білого мармуру виконана Амелією Ядвігою Лубенською.

### Монастир
Монастир триповерховий, в плані близький до квадрата, із внурішнім подвір'ям. Фасад нетинькований, на кам'яному цоколі, між другим і третім поверхами розділений гзимсом із зубцями, останній поверх увінчаний гзимсом із неороманським аркадовим фризом. Вікна першого і другого поверхів із півциркульними архівольтами утвореними заглибленнями цегляної кладки, вікна третього поверху вузькі, розміщені попарно під спільними півциркульними архівольтами. З півдня два менших ризаліти у вигляді невисоких веж, фланкують великий центральний ризаліт, що є одночасно фасадом церкви. Фасад внутрішнього двору зміцнений ступінчастими цегляними підпорами. Дах крил монастиря критий шифером, двоскатний, місцями трискатний, над ризалітами — наметовий. Площини ни даху оживляють люкарни із багатогранними дашками і шпилями. Комини високі увінчані аркадовими ґзимсами. На одній з осей фасаду внутрішнього двору східного крила знаходиться скульптура Матері Божої із Немовлям. Збереглась донині без голови. Внутрішнє планування коридорно-секційне, склепіння коридорів першого поверху має півциркульні цегляні склепіння. У посередині східного крила розміщена дерев'яна сходова клітка. Приміщення в радянський час значною мірою переплановані. Замуровано багато входів, збудовано нові перегородки.

## Світлини

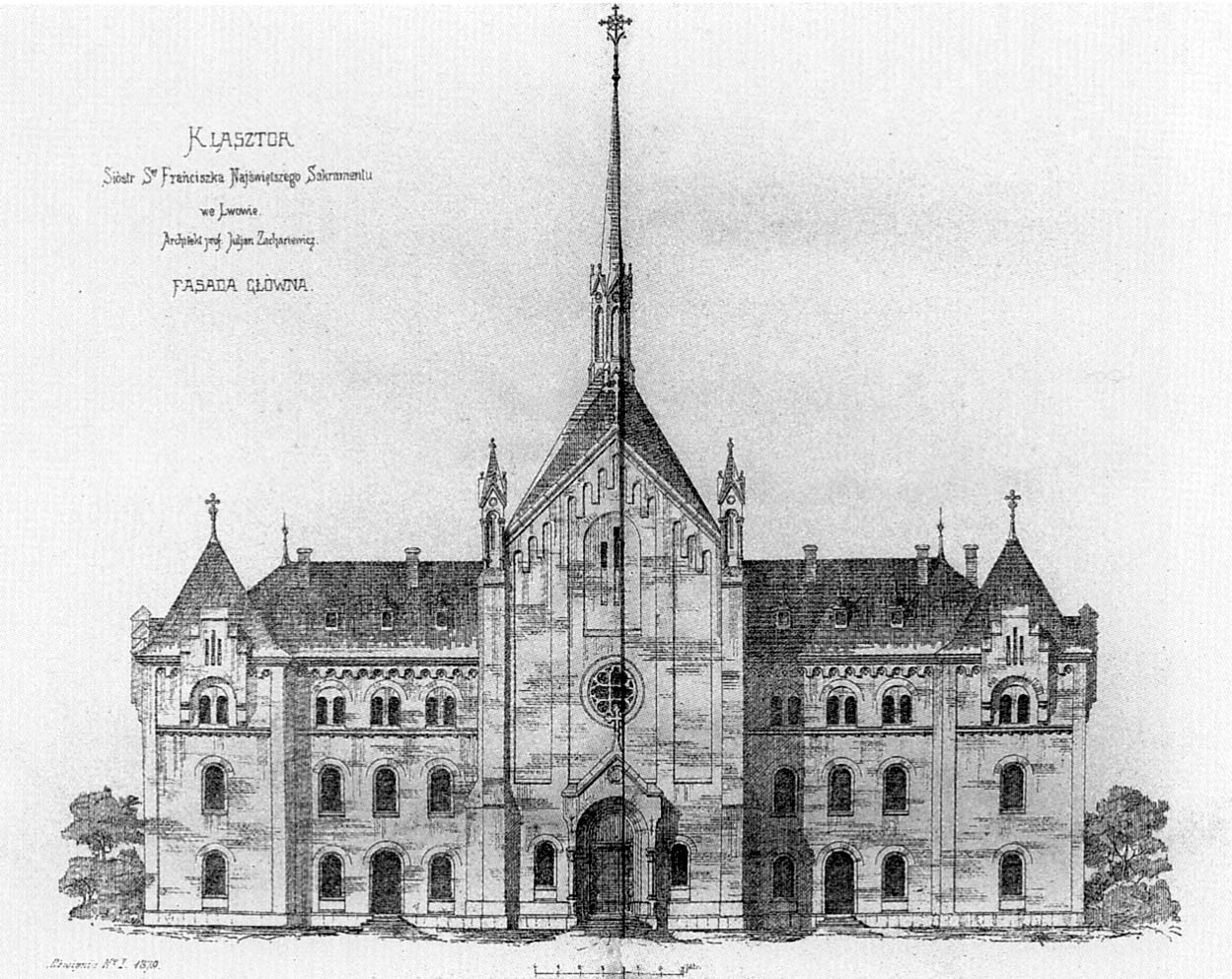
Проєкт францисканського монастиря. Архітектор Юліан Захаревич (1877)
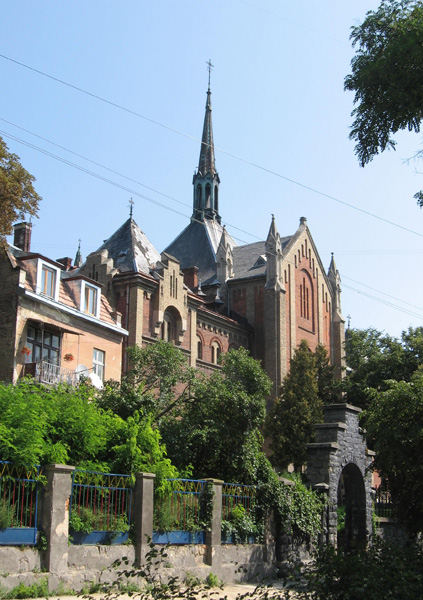
Загальний вигляд
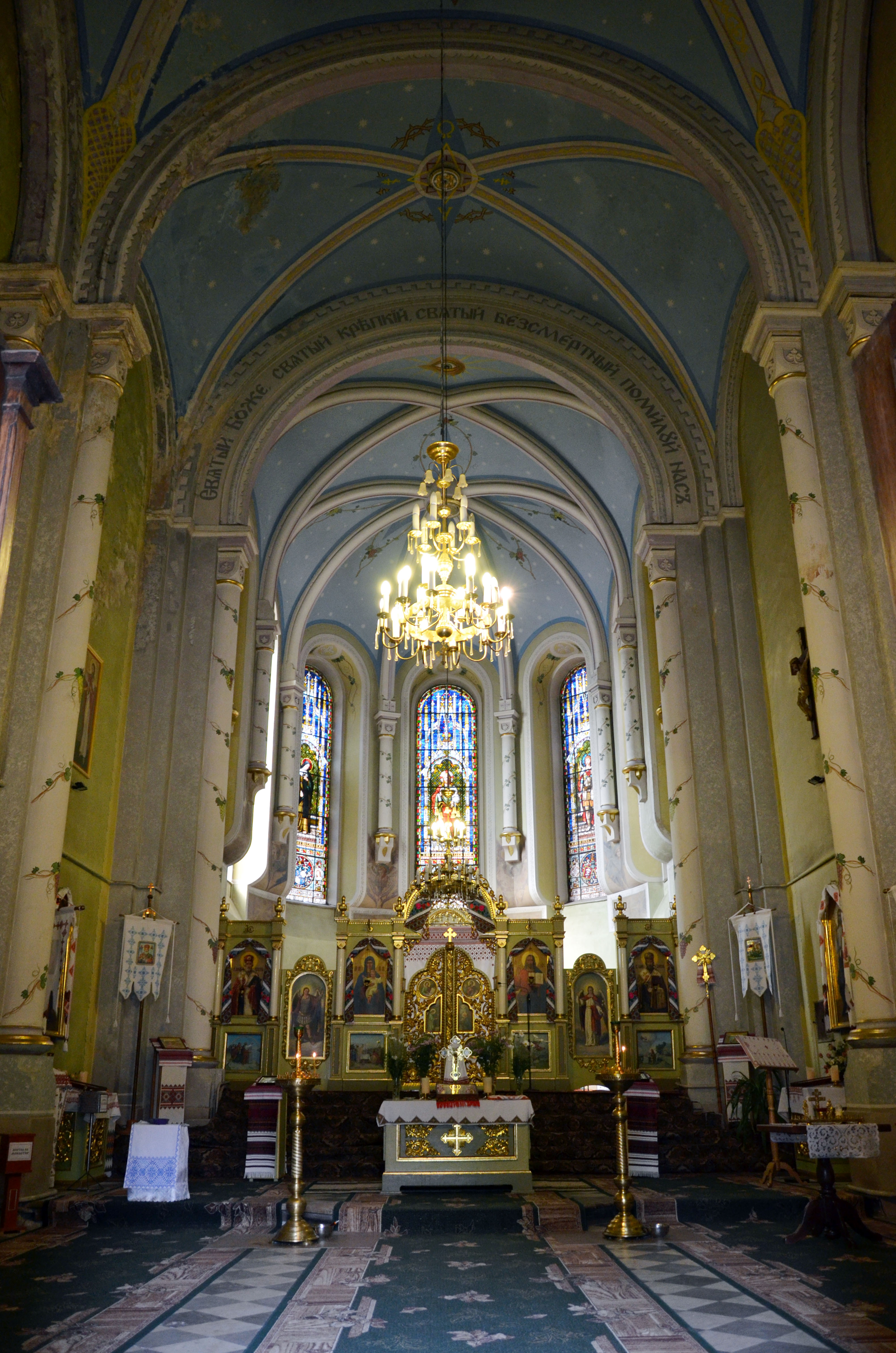
Головний вівтар
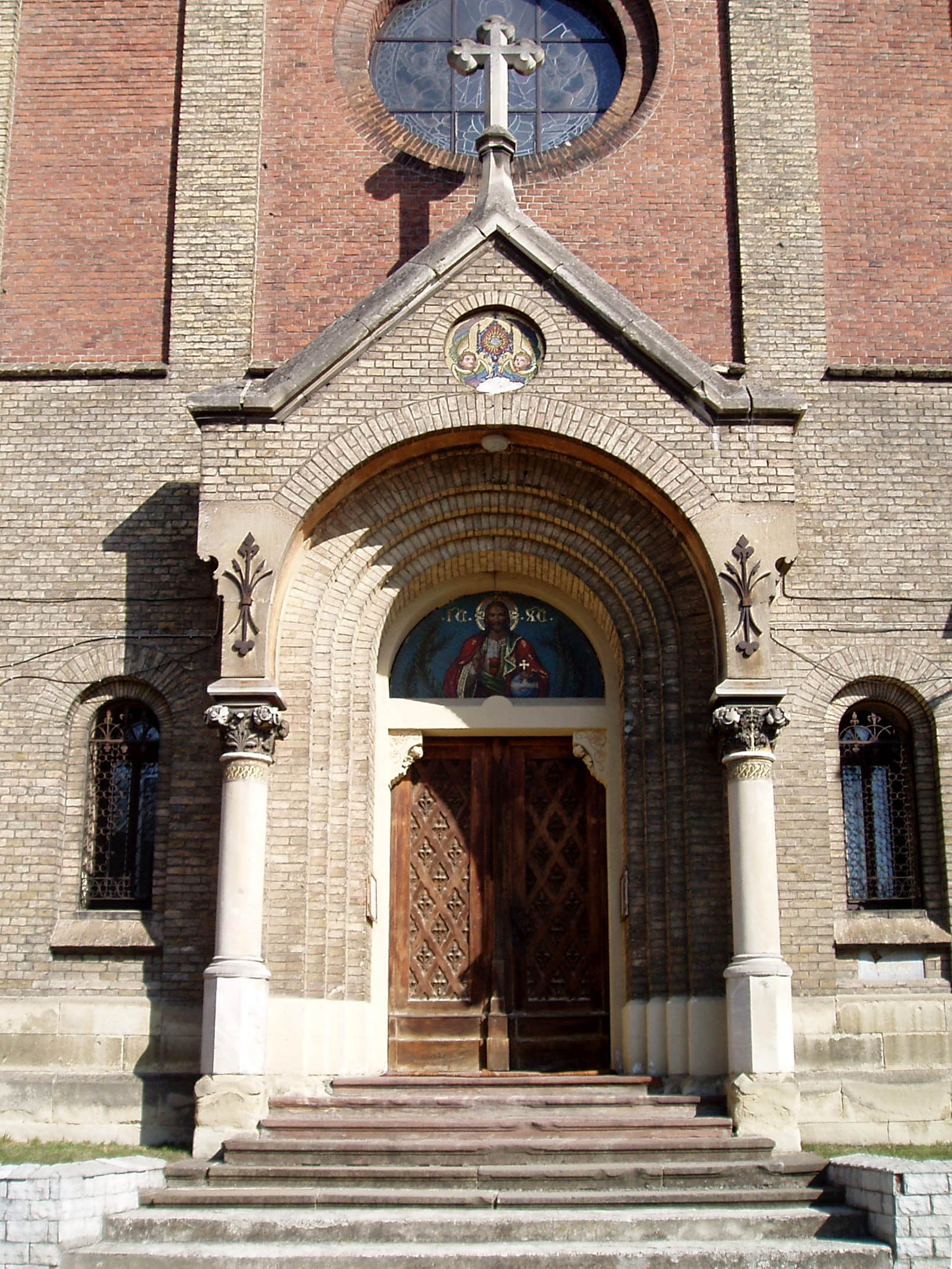
Портал храму
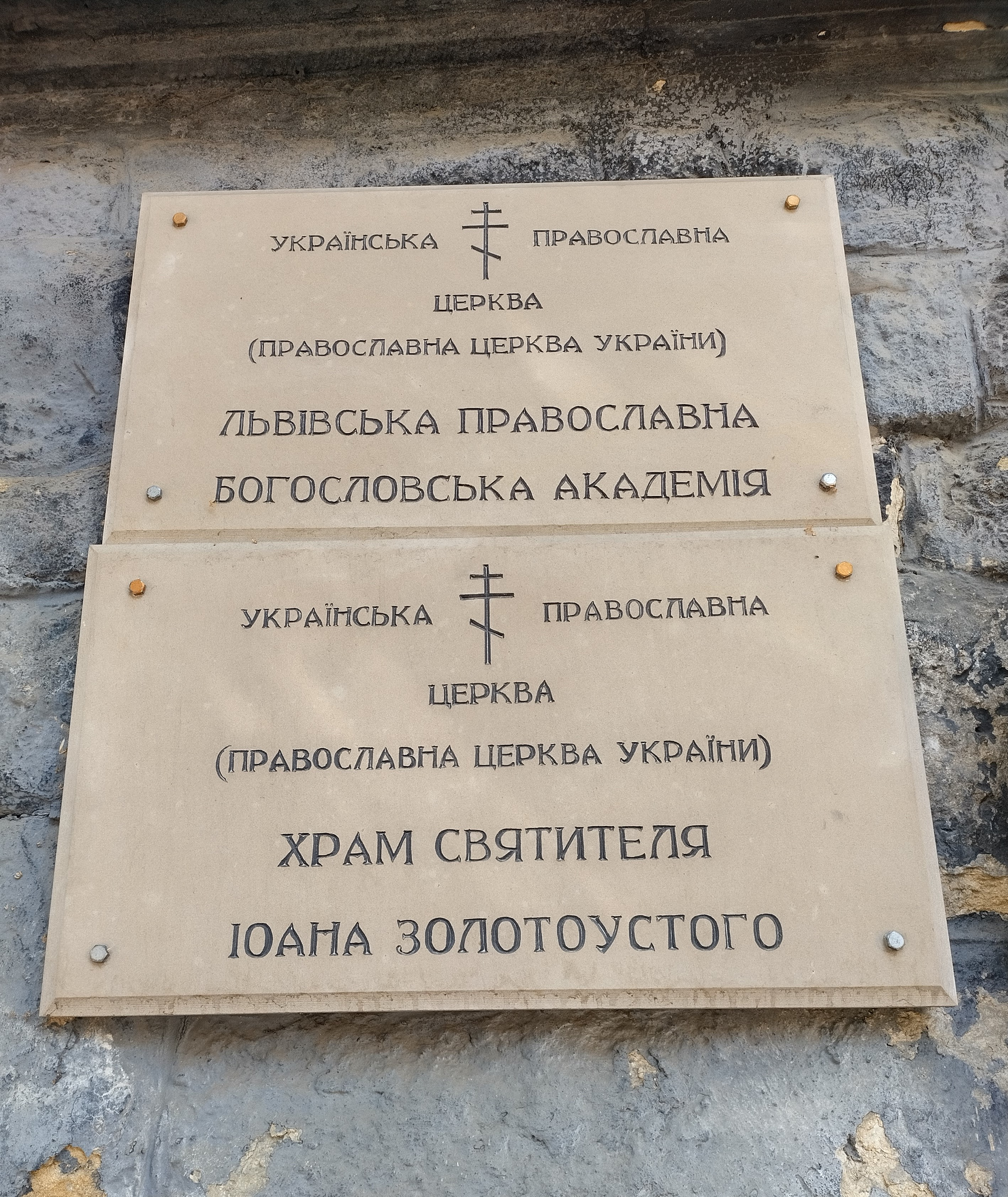
Інформаційна табличка